# Sous-genres de la fantasy

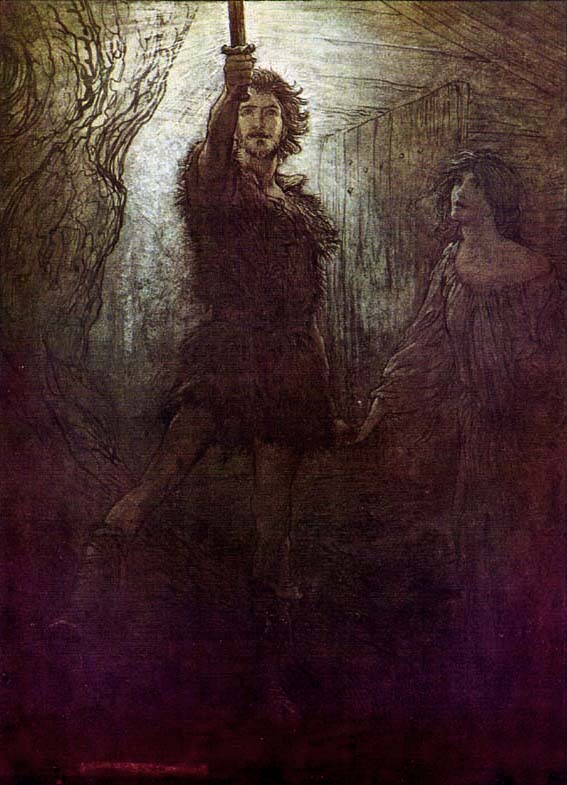
Illustration de Arthur Rackham pour La Walkyrie de Richard Wagner.

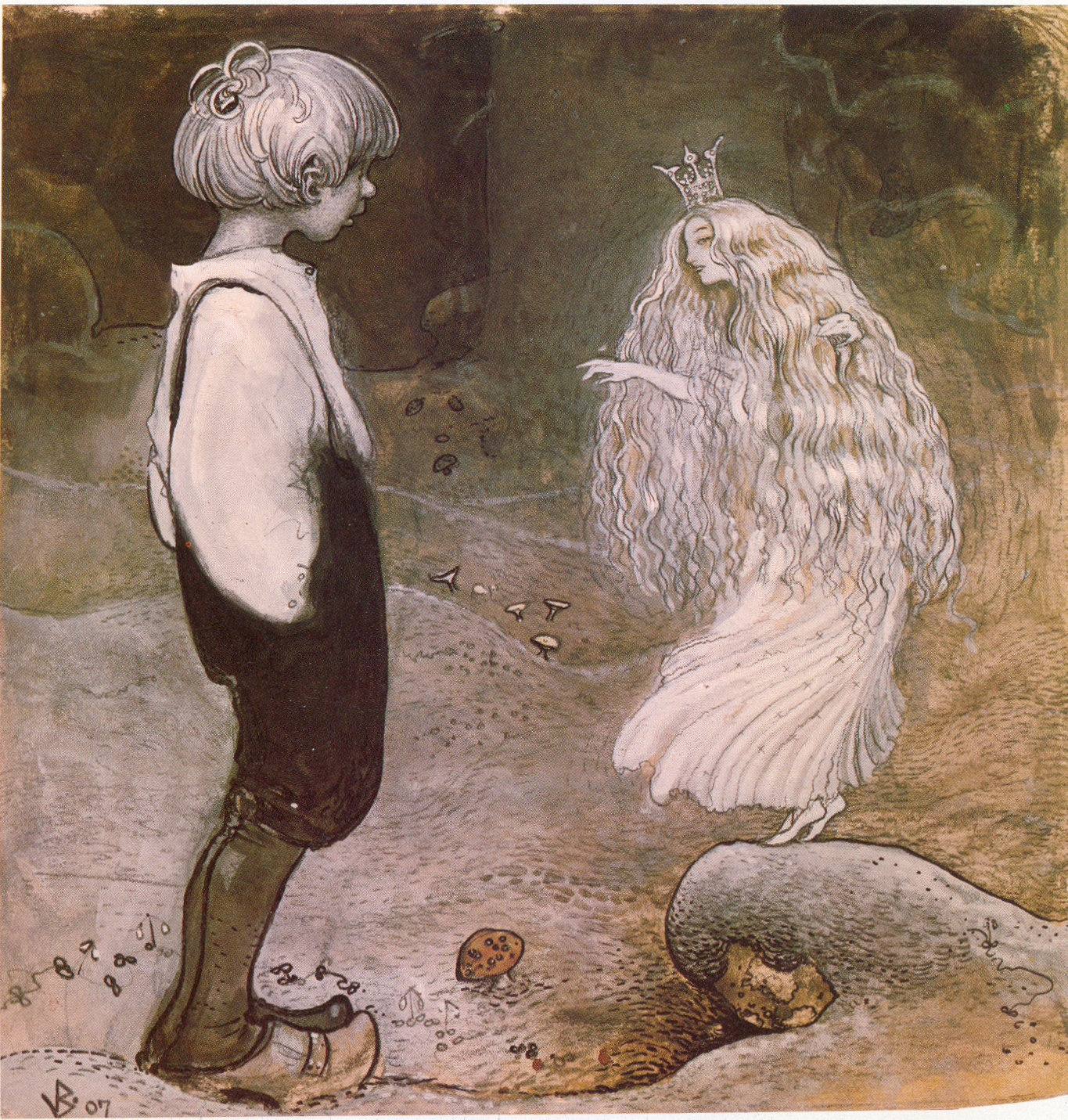
À ce moment elle fut changée par magie en une merveilleuse petite fée. Illustration de John Bauer pour le conte d'Alfred Smedberg Les sept souhaits.

Les sous-genres de la fantasy sont des tendances que l'on peut distinguer au sein du genre général de la fantasy, et qui correspondent à des types d'univers, d'intrigues ou de traitements littéraires différents au sein de ce genre.

## Les problèmes de classement
Il n'existe pas de classement unique des sous-genres de la fantasy, pour plusieurs raisons. D'abord, parce que ces classements sont différents selon l'Histoire et la tradition littéraires des pays,  sont réalisés par des instances diverses : les critiques ou les universitaires qui analysent le genre, les éditeurs qui les utilisent pour lancer différentes collections, et parfois les auteurs eux-mêmes lorsqu'ils réfléchissent sur la nature de leurs écrits. Ensuite, parce qu'aucun classement n'est entièrement satisfaisant, beaucoup d'œuvres de fantasy sont à cheval sur plusieurs catégories. Enfin, parce que les classements sont très variables, à la fois d'un critique à l'autre et plus généralement entre critiques anglo-saxons et francophones.
Anne Besson souligne que « le(s) classement(s) ne sont absolument pas stables, mais se concurrencent ou se confondent […] Du fait des théoriciens et critiques, soucieux de proposer leur propre système typologique ou de dénoncer les créations marketing, comme des auteurs, qui ne cessent de remettre en cause tout équilibre en transgressant les frontières dès leur établissement, on aboutit à un empilement de catégories, dont les principes de distinction eux-mêmes sont très variés et largement incompatibles. »

## Principaux critères de classement

### Classement par tonalités
Un classement possible consiste à repérer différentes tonalités du genre, selon qu'une œuvre est plus ou moins sérieuse ou humoristique, optimiste ou sombre, etc.
- La fantasy épique[3] se situe dans la lignée générale du Seigneur des anneaux de Tolkien. Mettant en scène des aventures sérieuses, elle se rattache aux genres de l'épopée ou du roman d'aventures et met en scène des héros[4]. Les critiques ou auteurs anglo-saxons distinguent plusieurs catégories au sein de cette tendance, selon différents critères :
  - L’heroic fantasy a comme particularité de présenter souvent un seul personnage évoluant dans des royaumes en conflit, un héros qui, grâce à ses particularités (physiques, mentales, magiques), parvient à vaincre ses ennemis.
  - Fritz Leiber a inventé le terme sword and sorcery, pour des aventures présentant des guerriers barbares, des amazones et des sorciers maléfiques luttant pour leur survie, la plupart du temps dans une époque de violence, de chaos et de conflits épiques. Ex. : Conan le barbare de Robert E. Howard.

- La fantasy humoristique ou light fantasy, parfois appelée fantasy burlesque[5], a recours à l'humour et à l'absurde pour amuser le lecteur[6]. Cette fantasy a un ton léger, comme son nom anglais l'indique. Ex. : Les Annales du Disque-monde de Terry Pratchett, Les Livres magiques de Xanth de Piers Anthony.

- La dark fantasy ou « fantasy noir »[7] est une fantasy sombre, voire désabusée, où les rôles sont inversés par rapport à la light, la high ou l’heroic fantasy ; c’est le Mal qui prend le dessus sur le Bien. Généralement pessimiste, cette fantasy inclut des éléments d’horreur, sans pour autant appartenir à part entière à ce genre. Ex. : le Cycle d'Elric de Michael Moorcock, ou le Cycle de la Compagnie noire de Glen Cook.
- Dans son ouvrage de vulgarisation La Fantasy pour les nuls, Jean-Louis Fetjaine parle de fantasy dynastique pour caractériser les oeuvres décrivant des intrigues politiques développées et des personnages moralement ambigus. Il cite comme exemples Le Trône de fer et L'Assassin royal.

- La romantic fantasy est une dérivation plus douce et poétique. Elle se caractérise par une présence marquée des femmes et un environnement à la frontière mystérieuse du merveilleux. Ex. : le cycle L'Appel de Mordant de Stephen R. Donaldson, La Caverne de la Rose d'Or...

- La manner fantasy est très marginale, car presque pas traduite en France. Elle incorpore des éléments de comédie de mœurs, généralement dans un cadre urbain très hiérarchisé.

### Classement par thèmes
Un autre classement possible est un classement thématique, catégorisant les œuvres de fantasy selon les grands types de sujets, d'environnements ou de personnages qu'elles évoquent.
- La high fantasy et la low fantasy constituent un classement en deux sous-genres qui a été proposé par les universitaires américains Marshall B. Thymm, Robert H. Boyer et Kenneth J. Zahorski dans leur ouvrage Fantasy Literature en 1979[8]. La high fantasy comprend les œuvres qui se déroulent dès le début dans un monde imaginaire, comme la Terre du Milieu du Seigneur des anneaux ou le cycle La Roue du temps de Robert Jordan ; elle s’oppose à la low fantasy, dans laquelle le monde imaginaire communique avec le monde « normal », comme c'est le cas dans les séries Harry Potter, Percy Jackson, Héros de l'Olympe, Les Chroniques de Narnia ou À la croisée des mondes.

- L'expression médiéval-fantastique (ou « med-fan ») a souvent été utilisée pour traduire l'anglais fantasy, mais elle n'est pas satisfaisante, car maladroite (elle confond le fantastique avec le merveilleux propre à la fantasy) et n'englobant pas tous les sous-genres de la fantasy (puisqu'elle se réfère au seul Moyen Âge). Le médiéval-fantastique n'est donc qu'un sous-genre de la fantasy regroupant les œuvres et jeux prenant place dans un cadre médiéval.

- La fantasy animalière se caractérise par la présence de personnages animaux anthropomorphisés, dont le traitement relève parfois de la littérature pour la jeunesse et parfois d'univers destinés aux adultes[9],[10]. Son rattachement à la fantasy pose parfois problème, mais elle comprend un nombre non négligeable d'œuvres. Ex. : Le Vent dans les saules de Kenneth Grahame (1906) et ses suites par William Horwood, Rougemuraille de Brian Jacques (1986), en bande dessinée De cape et de crocs d'Ayroles et Masbou (1995).

- La fantasy urbaine, comme son nom l'indique, se caractérise par son environnement urbain[11]. Ces œuvres se déroulent dans des villes où les créatures féeriques existent, parfois à l'époque contemporaine. La fantasy urbaine est parfois définie par un mélange entre la fantasy et le fantastique. Ex : Perdido Street Station de China Miéville, American Gods de Neil Gaiman.

- L’oriental fantasy regroupe les œuvres qui se déroulent dans des univers exotiques, inspirés par exemple des Mille et une nuits[12].

- La fantasy érotique, caractérisée par la place importante de l'érotisme, relève pour le moment davantage d'un label d'éditeur que d'un sous-genre littéraire bien représenté (il ne faut pas confondre l'érotisme avec l'évocation explicite de la sexualité qui apparaît dans des sous-genres tels que la dark fantasy). On peut en revanche parler de fantasy érotique pour désigner une partie des œuvres des illustrateurs, peintres ou dessinateurs de fantasy.

- La nature fantasy, qui met en avant la nature, les éléments (feu, eau, air, terre), et les paysages dans lesquels se déroulent l'intrigue comme des points centraux voire des personnages à part entière dans l'histoire, avec ou sans dimension écologique. Adrien Mangold avec "Journal intime d'un Dieu omniscient" est considéré comme le précurseur du genre.

### Classement par proximité avec d'autres genres littéraires
Un autre grand critère de classement consiste à repérer les rapprochements entre la fantasy et d'autres grands genres littéraires comme le roman historique, la science-fiction, le fantastique ou l'horreur, et même avec certains sous-genres de ces genres.
Outre les sous-genres spécifiques énumérés ci-dessous, la dark fantasy, par son atmosphère sombre qui inquiète ou effraie franchement le lecteur, est parfois rapprochée de l'horreur ou du fantastique. De même, la fantasy urbaine a parfois recours à un merveilleux plus discret tendant vers la fantastique.
- La fantasy historique réécrit notre histoire en incluant des éléments de fantasy. Ex :  Les Chroniques d'Alvin le Faiseur d'Orson Scott Card, L'Esprit de l'anneau profane de Lois McMaster Bujold, ou bien Jonathan Strange et Mr Norrell de Susanna Clarke (également classable en manner fantasy).
  - La fantasy arthurienne se rapproche tantôt du roman historique, tantôt de la fantasy mythique. Elle met en scène les éléments issus de la mythologie liée au roi Arthur : Merlin, la Dame du Lac, Viviane, Morgane la Fée, Mordred, le Saint Graal, Excalibur, les chevaliers de la Table Ronde... Ceux-ci sont au centre du récit et ne sont pas simplement des attributs ou de simples intervenants, ce qui différencie ce sous-genre des autres. Elle comprend tous les romans reprenant les légendes arthuriennes et ayant le même contexte que ces légendes. Ex : la Trilogie des elfes de Jean-Louis Fetjaine ; Le Cycle d'Avalon de Marion Zimmer Bradley ; le Cycle de Pendragon de Stephen Lawhead ...
  - L'uchronie de fantasy décrit un monde où le cours de l'Histoire a dévié par l'action d'êtres surnaturels. Ses limites avec la fantasy urbaine sont parfois floues.
  - La fantasy de cape et d'épée s'inspire non pas du traditionnel Moyen Âge mais d'un XVIIe siècle très romancé à l'esprit proche des romans de Dumas et Féval. La trilogie des Lames du Cardinal en est un bon exemple.
  - Le weird west est un genre assez difficile à classer qui allie fantasy, science-fiction et horreur dans des univers imaginaires inspirés de la Conquête de l'Ouest, le tout sur un ton proche du western. L'une des oeuvres emblématiques de ce sous-genre est la célèbre octalogie de Stephen King La Tour sombre.

- La fantasy mythique puise dans les mythologies[13]. Elle réactualise les mythes et poursuit leur évolution dans l'imaginaire contemporain.
- Proche de la précédente, la fairy tale fantasy se réapproprie les codes des contes de fées en les réécrivant sur un ton parodique (la série des Shrek) ou sombre (la saga Le Sorceleur). Le merveilleux y est très présent.

- La science fantasy[14], liée à la science-fiction, désigne en général des œuvres hybrides mêlant sociétés plus ou moins médiévales ou antiques et technologie avancée. Ex. : le roman Les Hommes-machines contre Gandahar de Jean-Pierre Andrevon, Le Monde de Rocannon d'Ursula K. Le Guin ou la Ballade de Pern d'Anne McCaffrey. Dans ce dernier cas, l'auteur définit le cycle en question comme appartenant à la science-fiction. L'œuvre présente un ton proche de la fantasy (ce qui a conduit certains à la rattacher à ce genre), tout en étant construite sur une base science-fictive tout à fait classique. Pern a aussi bien reçu des prix de fantasy que de science-fiction.

- La space fantasy mêle à la fantasy le space opera, lui-même un sous-genre de la science-fiction. La space fantasy comporte des voyages dans l'espace à bord de vaisseaux spatiaux et de la magie et des créatures fantastiques. Ex. : le jeu de rôle Spelljammer détaille l'espace autour des planètes où se déroulent les campagnes de Donjons et Dragons. Les voyageurs spatiaux se déplacent à bord de navires en bois propulsés par énergie magique. Ce cadre demeure totalement médiéval car il n'y a jamais d'intervention de technologie nulle part. Un autre exemple couramment proposé est la saga Star Wars : la Force s'apparente plus à de la magie qu'à un quelconque phénomène physique et les protagonistes participent à une longue lutte manichéenne entre Chevaliers Jedi et Seigneurs Sith, le tout dans un univers imaginaire inspiré, selon Lucas, de Tolkien.

- Certaines œuvres de fantasy sont également proches du steampunk, soit parce qu'elles intègrent une technologie « à la Jules Verne », soit parce qu'elles mettent en scène des personnages historiques. La distinction est rendue difficile par le fait qu'un certain nombre d'univers font volontiers se côtoyer technologie avancée et magie. Ces ouvrages se rattachent au sous-genre gaslamp fantasy[15].

- Le réalisme magique, apparu en Amérique du Sud comme genre littéraire et nommé par Gabriel García Márquez[16], s'apparente parfois à de la fantasy mythique associé à du fantastique horrifique (dans un mélange proche de la dark fantasy) ; la magie plus subtile du genre porte parfois un regard émerveillé sur un univers où se mêlent les mondes réels et imaginaires. Le genre est ancré dans les pays (notamment africains) devenus indépendants au cours du XXe siècle, où se confrontent dans l’esprit des auteurs la réalité du monde moderne, perçu comme menaçant, les responsabilités de l’homme empreint de doute face à son avenir, et les aspirations au bonheur d’un monde spirituel passé, perdu ou imaginaire. Le réalisme magique est une tentative de réconcilier une représentation objective et subjective du monde dans un tout indissociable et parfois idéalisé. Ex. : Les Enfants de Minuit de Salman Rushdie, Le Djinn dans l'Œil-de-Rossignol de A.S. Byatt, En attendant le vote des bêtes sauvages d’Ahmadou Kourouma.

- Dans le monde anglo-saxon, le fantastique n'est considéré que comme une variante de la fantasy[17].